# 植村恵名
植村 恵名（うえむら えな、1993年11月19日 - ）は、日本のAV女優。

## 略歴・人物
2017年12月、アイデアポケット専属女優としてAVデビューし、4作品に出演して活動を休止。
2019年よりAV女優として活動を再開。
趣味は読書・演劇鑑賞・日本酒を飲むこと、特技はテニス。

## 出演作品

### アダルトDVD
2017年
- FIRST IMPRESSION 123 男優さんのセックスが気持ち良過ぎてマジで泣いちゃう高感度お姉さんAVデビュー!（12月13日、アイデアポケット）

2018年
- 全身急所! 気持良過ぎてアクメ泣き! 恥覚過敏の褐色エロボディがうねりまくるむっつりお姉さんの超絶4本番!（1月13日、アイデアポケット）
- キレイなお姉さんと交わすヨダレだらだらツバだくだく濃厚な接吻とセックス（2月13日、アイデアポケット）
- スポコスで激ピストン! 小麦色の美肌! EカップむちエロBODY!×超厳選ヌけるスポーツコスプレ!×こだわりのフェチアングル!（3月13日、アイデアポケット）

2019年
- 1年セックスレス・溜まってるFカップ若妻 自宅に男を引っ張り込んで、顔も子宮も濃厚精子で汚してもらうんです…。（2月25日、オーロラプロジェクト・アネックス）
- 完全ガチ素人実録! 既婚者の間で大ブームになっている「既婚者限定合コン」を激写! 既婚者同士だからこその余裕と落ち着いた合コンに完全密着! 男性にカメラを渡してハメ撮りを依頼してみたら想像以上の酒池肉林のエロ〜い合コンが撮れました! 相手がいる既婚者同士なのに生でずっぽりハメでチ●ポを味わったあとはまさかのザーメン生中出し!?（6月14日、S級素人）共演:星咲マイカ　他出演:黒宮えいみ、初瀬かのん
- パンイチで締め出された隣の奥さんのむっちりボディがエロ過ぎて…（6月14日、Z-MEN）他出演:松永さな、篠崎かんな
- パンストを脱ぎかけた女上司の無防備な後ろ姿に超勃起! ガマンできずにそのまま1発!履かせてもう1発!!（7月12日、Z-MEN）他出演:黒宮えいみ、杉咲しずか
- 人妻たちの告白 長身巨乳の美肢体｟家庭の金銭事情で自ら見世物になった女｠（7月25日、豊彦）※「向後歩美」名義
- 某上場一流企業で働く美人受付嬢濃密4本番（8月9日、BAZOOKA）他出演:倉多まお、石川祐奈、星咲マイカ
- 舞ワイフ 〜セレブ倶楽部〜 125（8月22日、AROUND）※「七尾あかり」名義　他出演:宮澤なつみ

### イメージDVD
- Ena body feels ecstasy（2019年3月21日、REbecca）